# یان یاریس
یان یاریس (استونیایی: Jaan Jüris؛ زادهٔ ۲۳ ژوئن ۱۹۷۷) اسکی‌باز پرش اهل استونی بود.